# Беркалов, Евгений Александрович
Евгений Александрович Беркалов (4 января 1878 — 12 декабря 1952) — российский и советский учёный в области морской артиллерии, генерал-майор российской императорской армии (1916), генерал-лейтенант инженерно-артиллерийской службы (1943) советской армии. Профессор (1926), доктор технических наук, действительный член Академии артиллерийских наук.

## Биография
Православный. Из дворянского рода Беркаловых. Родился Евгений Александрович Беркалов в Тифлисе в семье подполковника. Окончил Воронежский кадетский корпус.
В 1895 году поступил в Михайловское артиллерийское училище, выпущен 8 августа 1898 года подпоручиком в Кавказскую резервную артиллерийскую бригаду, в 1903 году окончил Михайловскую артиллерийскую академию по первому разряду с дополнительным курсом, 1 июня 1903 года переведён во флот штабс-капитаном по Адмиралтейству, с 1 августа 1905 года — переведён в Корпус морской артиллерии. С 26 сентября 1905 года — член Комиссии морских артиллерийских опытов в Санкт-Петербурге, с 1910 года — помощник председателя этой Комиссии, с 1911 года — и. д. помощника Главного Инспектора Морской артиллерии, с 10 мая 1912 года — член Особого Комитета по организации прибрежной обороны, с 8 июля 1913 года — помощник начальника артиллерийского отдела Главного Управления Кораблестроения (АО ГУК).
На этих должностях он определял направления разработки новых артиллерийских систем для флота, особенно большое значение имело его участие в разработке проекта линкора 1914 года с 16" артиллерией — под его руководством артиллерийский отдел ГУК в 1913 году провел расчеты способности вертикального бронирования к сопротивлению попаданиям 12", 14" и 16" снарядов, которые Морской генеральный штаб использовал как основу для условий для выбора оптимальных толщин и соотношений элементов бронирования будущих балтийских линкоров, с января 1914 года руководил разработкой 16"/45 орудия и снарядов для него. В феврале-марте 1914 года — председатель комиссии «для срочной выработки дальнейшей программы испытания бронирования судов» (оставаясь в прежней должности). В дальнейшем он продолжал решать проблемы конструирования тяжёлой морской артиллерии и корабельной брони.
В январе 1918 года был назначен начальником Главного морского полигона и Комиссии морских артиллерийских опытов. На этих должностях продолжал испытания новых морских орудий и брони, проводил другие опыты. Вступил в РККА, занимал те же посты, был членом Комиссии особых артиллерийских опытов (КОСАРТОПа). Был лишен чинов и званий, числился инженером-технологом, однако как военспец имел охранную грамоту от В. И. Ленина, ему было установлено денежное довольствие и сохранена квартира в Петрограде. Главный морской полигон он возглавлял до 1925 года, после слияния Морского и Военного полигонов, с 1926 года — начальник Научно-испытательного артполигона РККА, одновременно председатель Опытовой арткомиссии полигона. С июня 1930 года — заместитель начальника Артиллерийского научно-исследовательского морского института (АНИМИ) РККА. Одновременно читал лекции в Военно-морской академии по устройству и боевому применению морской артиллерии.
Арестован 8 февраля 1938 года, находился в заключении в СКБ в Болшево — сортировочный пункт, откуда людей направляли в конструкторские бюро различных профилей, там он возглавил группу по артиллерийскому вооружению и боеприпасам (группа Беркалова). 30 мая 1940 года приговорён к 10 годам ИТЛ. В заключении работал по специальности — конструировал артиллерийские системы в шарашках: в 1941—1942 годах в ОТБ (ОКБ)-172 в Томске, в 1942—43 годах — в ОКБ-172 в Перми. Был освобождён досрочно 26 июня 1943 года со снятием судимости и присвоением звания генерал-лейтенант инженерно-артиллерийской службы. В дальнейшем на ответственных должностях в Главном Артиллерийском Управлении (ГАУ).
Владел французским языком.
Умер в Кремлёвской больнице 12 декабря 1952 года, похоронен на Введенском кладбище (уч. 13). Реабилитирован 12 августа 1956 года.

## Интересные факты
Е. А. Беркалов упоминается в романе «В круге первом» А. И. Солженицына:

…Вы фамилию такую — Беркалов, слышали?
— Что? Беркалов? Нет.
— Ну, ка-акже! Беркалов — старый артиллерийский инженер, изобретатель этих, знаете, пушек БС-3, замечательные пушки, у них начальная скорость сумасшедшая. Так вот Беркалов так же в воскресенье, так же на шарашке сидел и штопал носки. А включено радио. «Беркалову, генерал-лейтенанту, сталинскую премию первой степени».

А он до ареста всего генерал-майор был. Да. Ну, что ж, носки заштопал, стал на электроплитке оладьи жарить. Вошел надзиратель, накрыл, плитку незаконную отнял, на трое суток карцера составил рапорт начальнику тюрьмы. А начальник тюрьмы сам бежит как мальчик: «Беркалов! С вещами! В Кремль! Калинин вызывает!»… Такие вот русские судьбы…— Солженицын А. И. В круге первом

## Семья
Жена — Тозони-Беркалова, Тамара Вячеславовна (14 марта 1900 года — 24 апреля 1977 года) — в 1938 году была арестована, после освобождения мужа по его требованию тоже была освобождена. Похоронена на Введенском кладбище.
- Сын

## Чины и звания

### Российской империи
- Подпоручик — 8.8.1898 (старшинство (ст.) 12.8.1896)
- Поручик
- Штабс-капитан — 23.05.1903 (ст. 23.05.1903)
- Капитан
- Подполковник — 6.12.1908
- Полковник — 10.4.1911
- Генерал-майор (Корпуса морской артиллерии) — 06.12.1913

### Советского Союза
- Дивинженер — 23.11.1935
- Генерал-лейтенант инженерно-артиллерийской службы — 01.07.1943

## Награды

### Российской империи
- Орден Святой Анны 3-й степени (6.11.1906);
- Орден Святого Станислава 2-й степени (29.3.1909);
- Орден Святой Анны 2-й степени (14.4.1913);
- Орден Святого Владимира 3-й степени (1914);
- Орден Святого Станислава 1-й степени (30.7.1915).
- Серебряная медаль «В память царствования императора Александра III» (1896);
- Светло-бронзовая медаль «В память 300-летия царствования дома Романовых» (1913);
- Светло-бронзовая медаль «В память 200-летия морского сражения при Гангуте» (1915).

### Советского Союза
- два Ордена Ленина
- Орден Красного Знамени
- два Ордена Красной Звезды — 18.11.1944
- медали

## Сочинения
Е. А. Беркалов — автор множества научных трудов, среди которых:
- Броня и её сопротивляемость пробиванию артиллерийскими снарядами, 1933.
- Доклад Беркалова и справка по работам в области экстрадальнобойности, 1932.
- Зависимость потери энергии при пробивании брони от величины энергии удара, 1933.
- Определение МОЖ снижения самолёта противника при стрельбе в воздушном бою, 1934.
- Определение эффективности вооружения, 1935.
- Проектирование морских артиллерийских снарядов, 1931.
- Различные способы решения задачи достижения экстрадальней стрельбы из артиллерийских систем, 1932.
- Служебные записки — Об усовершенствовании ДРП-4 и о бронебойных и полубронебойных снарядах.
- Теоретическое исследование по определению относительной эффективности артиллерийского вооружения различными орудиями, 1934.
- Формула живучести орудий, 1935.